# Грецкая
Гре́цкая — деревня в Воскресенском муниципальном районе Московской области. Входит в состав сельского поселения Фединское. Население — 1 чел. (2010).

## География
Деревня Грецкая расположена в юго-западной части Воскресенского района, примерно в 6 км к юго-западу от города Воскресенска. Высота над уровнем моря 156 м. К деревне приписано СНТ Поле чудес. Ближайший населённый пункт — село Невское.

## Название
Название связано с некалендарным личным именем Грецкий.

## История
В 1926 году деревня входила в Чаплыженский сельсовет Чаплыженской волости Бронницкого уезда Московской губернии.
С 1929 года — населённый пункт в составе Воскресенского района Коломенского округа Московской области, с 1930-го, в связи с упразднением округа, — в составе Воскресенского района Московской области.
До муниципальной реформы 2006 года Грецкая входила в состав Степанщинского сельского округа Воскресенского района.

## Население
В 1926 году в деревне проживало 128 человек (55 мужчин, 73 женщины), насчитывалось 24 крестьянских хозяйства. По переписи 2002 года — 3 человека (1 мужчина, 2 женщины).
| 1926 | 2002 | 2010 |
| ---- | ---- | ---- |
| 128  | ↘3   | ↘1   |